# Critérios de Johnson
Os Critérios de Johnson, criados por John Johnson, descrevem as abordagens de domínio espacial e domínio de frequência para analisar a capacidade dos observadores de realizar tarefas visuais usando a tecnologia de intensificação de imagem. Foi um avanço importante na avaliação do desempenho de dispositivos visuais e orientou o desenvolvimento de sistemas futuros. Usando os critérios de Johnson, muitos modelos preditivos para tecnologia de sensores foram desenvolvidos para prever o desempenho de sistemas de sensores sob diferentes condições ambientais e operacionais.

## Histórico
Os sistemas de visão noturna permitiram a medição de limiares visuais após a Segunda Guerra Mundial. A década de 1950 também marcou um período de notável desenvolvimento na modelagem de desempenho de sistemas de imagem de visão noturna. De 1957 a 1958, Johnson, um cientista do Centro de Pesquisa, Desenvolvimento e Engenharia de Comunicações Eletrônicas do Exército dos Estados Unidos|Diretoria de Visão Noturna e Sensores Eletrônicos do Exército dos Estados Unidos (United States Army Communications-Electronics Research, Development and Engineering Center|United States Army Night Vision & Electronic Sensors Directorate - NVESD) , estava trabalhando para desenvolver métodos de previsão de detecção de alvos, orientação , reconhecimento e identificação. Trabalhando com observadores voluntários, Johnson usou equipamento intensificador de imagem para medir a capacidade do observador voluntário de identificar alvos em modelo em escala sob várias condições. Seus experimentos produziram os primeiros dados empíricos sobre limiares perceptivos que foram expressos em termos de pares de linhas. No primeiro Simpósio de Intensificadores de Imagens de Visão Noturna (Night Vision Image Intensifier Symposium) em outubro de 1958, Johnson apresentou suas descobertas em um artigo intitulado "Analysis of Image Forming Systems", que continha a lista que mais tarde seria conhecida como critérios de Johnson.

## Critérios
A resolução mínima exigida de acordo com os critérios de Johnson é expressa em termos de pares de linhas de resolução de imagem em um alvo, em termos de várias tarefas:
- Detecção, um objeto está presente (1,0 +/− 0,25 pares de linhas)
- Orientação, simétrica, assimétrica, horizontal ou vertical (1,4 +/− 0,35 pares de linhas)
- Reconhecimento, o tipo de objeto pode ser discernido, uma pessoa versus um carro (4 +/− 0,8 pares de linhas)
- Identificação, um objeto específico pode ser discernido, uma mulher versus um homem, o carro específico (6,4 +/− 1,5 pares de linhas)

Essas quantidades de resolução fornecem 50 por cento probabilidade de um observador discriminando um objeto no nível especificado.
Além disso, os pares de linhas referem-se às linhas exibidas em um monitor CRT entrelaçado. Cada par de linhas corresponde a 2 pixels de uma imagem de filme ou uma imagem exibida em um monitor LCD.

### Livros
- Harney, Robert.  "Combat Systems vol. 1: Sensors", Chapter 14: Imaging and Image-based Perception. 2005. http://www.nps.navy.mil/se/harney/cbt1ch14.pdf

### Artigos
- John Johnson, “Analysis of image forming systems,” in Image Intensifier Symposium, AD 220160 (Warfare Electrical Engineering Department, U.S. Army Research and Development Laboratories, Ft. Belvoir, Va., 1958), pp. 244–273.